# Fiat Tipo
La Fiat Tipo è un'autovettura appartenente al segmento C prodotta dalla casa automobilistica italiana FIAT dal 1988 al 1995.
Progettata nel periodo in cui amministratore delegato della FIAT era Vittorio Ghidella, si presentava come l'erede della Fiat Ritmo; il progetto interno la identificava come Tipo Due, per indicare una collocazione a metà strada tra la Tipo Uno (Fiat Uno) e la Tipo Tre (Fiat Tempra). Il numero del modello è 160.
La Fiat Tipo è stata Auto dell'anno nel 1989 per le sue innovazioni tecnologiche.

## Storia
Fu presentata al pubblico il 26 gennaio 1988, ma le prime immagini definitive furono svelate in anteprima dalla stampa specializzata fin dall'estate del 1987. In tutte e dieci le versioni in cui fu prodotta, venne assemblata nello stabilimento Fiat di Cassino, capace di consentire la produzione di mille vetture al giorno attraverso una tecnologia allo stato dell'arte dell'epoca per macchinari di lavorazione e materiali usati per la costruzione delle auto. Soltanto dal 1989 al 1990 pochi esemplari sono stati prodotti anche nello Stabilimento Alfa Romeo di Pomigliano d'Arco per garantire un adeguato livello occupazionale. Gli esemplari per il mercato sudamericano sono stati invece prodotti nello stabilimento di Betim, in Brasile.
Dopo una prima rivisitazione meccanica ed estetica, principalmente nel frontale e negli interni nel marzo 1993, quando vengono introdotte molte migliorie soprattutto sotto il profilo della sicurezza automobilistica, nella tarda estate del 1995 la Tipo è stata sostituita dalla Fiat Bravo/Brava (realizzate su un'evoluzione del pianale della Tipo denominato Pianale Fiat C) rimanendo in produzione per poco tempo ancora solo per il mercato brasiliano.
Nel 2015, la Fiat ha presentato un nuovo modello denominato Tipo, il quale però è del tutto differente rispetto all'auto degli anni '80 e '90.

## Caratteristiche
La Tipo è stata la prima Fiat di grande serie ad adottare la carrozzeria completamente zincata. Offriva una configurazione interna spaziosa rispetto alle sue dimensioni esterne e adottava un design caratterizzato da linee semplici, con elementi stilistici distintivi per il periodo, come la presenza di linee slanciate, l'ampia superficie vetrata  e altri particolari legati a esigenze di tipo funzionale.
A tal proposito, degno di nota è il portellone posteriore, realizzato in vetroresina per poterlo sagomare a piacimento, molto arrotondato per i tempi e con conseguente diminuzione di peso; il cui disegno, assieme agli smussi degli spigoli e alle rotondità (vedi montante parabrezza che curva verso il tetto senza fare angolo) contribuisce all'efficienza aerodinamica della vettura. Nella classica conformazione berlina a 5 porte la Tipo aveva l'abitacolo più ampio della sua classe e un capiente bagagliaio (350 dm³), e, soprattutto, una qualità costruttiva conforme agli standard dell'epoca e un design che si distingueva da quello di altri modelli europei concorrenti.
Il progetto della Tipo, con il suo innovativo telaio modulare, ha dato la sua base ad altri modelli del Gruppo Fiat, come le Fiat Tempra e Coupé, le Lancia Dedra e Delta seconda serie e le Alfa Romeo 155, 145, 146, Spider e GTV (916), e ancora altri con modifiche più pesanti (Alfa Romeo 156, Alfa Romeo 147, Lancia Lybra).Il pianale presentava una rigidità strutturale che contribuiva alla stabilità del veicolo, rappresentando un'evoluzione rispetto al modello precedente, la Fiat Ritmo. Anche il cambio venne ampiamente elogiato, per la manovrabilità molto migliorata rispetto a tutti gli altri modelli FIAT in produzione.

## Prima serie (1988-1993)
La Fiat Tipo inizialmente fu offerta con tre motorizzazioni benzina e due Diesel; il 1.1 FIRE, il 1.4 e il 1.6 benzina avevano alimentazione a carburatore. Il 1.4 e il 1.6 dal settembre 1991 sono diventati a iniezione elettronica (i.e.) e dal 1992 anche catalizzati, visto che la normativa prevedeva il catalizzatore obbligatorio per tutte le vetture di nuova immatricolazione a partire dal 1º gennaio 1993. Le motorizzazioni a gasolio comprendevano un 1.7 diesel aspirato e un 1.9 diesel con turbo e intercooler da 92 cavalli e 186 Nm di coppia disponibili già a 2400 giri. Questo motore era uno dei più potenti della categoria: per questo motivo la Turbodiesel, denominata fino al 1991 T.ds, era presentata dalla Fiat come la versione più sportiva della gamma Tipo; era inoltre l'unica versione che montava il paraurti anteriore a bocca ampia e l'unica a poter montare i fendinebbia a richiesta (che per le altre versioni, almeno inizialmente, non erano previsti, una scelta progettuale che limitava la disponibilità dei fendinebbia alle versioni con paraurti sportivo; installabili però come aftermarket essendo i paraurti normali anch'essi dotati di sedi idonee ma non dotate di predisposizione alcuna, così come per gli altoparlanti posteriori nelle mensole di lato alla cappelliera). La T.ds era, almeno nel primo periodo di commercializzazione, l'unica versione che poteva montare, a richiesta, l'ABS a quattro canali.
Nel 1989 fu proposta anche la motorizzazione 1.8 i.e. a iniezione elettronica multipoint, con doppio albero a camme in testa e testata a quattro valvole per cilindro da 136 cavalli. Questa motorizzazione andava a equipaggiare la versione sportiva della gamma Tipo, la i.e. 16v: inoltre fu disponibile, con il vestito della i.e. 16v, anche la versione speciale "T.ds X". L'anno seguente, nel 1990, si aggiunsero anche la versione a otto valvole del 1.8 i.e. (110 cavalli) e il 2.0 i.e. a otto valvole, sempre bialbero e con iniezione elettronica multipoint da 113 cavalli. In quello stesso anno debuttarono inoltre la 1.9 diesel con 65 CV (disponibile nella sola versione DGT), la Selecta, equipaggiata con il cambio CVT a variazione continua dei rapporti e motorizzata dal 1.4 e dal 1.6, e delle versioni Granturismo, dall'allestimento più sportivo, disponibile nelle versioni 1.8 e 2.0 8v e T.ds. Abbiamo poi l'introduzione dell'AGT, cioè una DGT con strumentazione analogica (ovviamente sulla targhetta sul parafango c'era la scritta AGT), per offrire un'alternativa con strumentazione analogica a clienti che preferivano soluzioni più tradizionali ma non voleva passare alle scarne versioni Base per avere la classica strumentazione a lancette, oltre a essere meno completa sulle stesse.

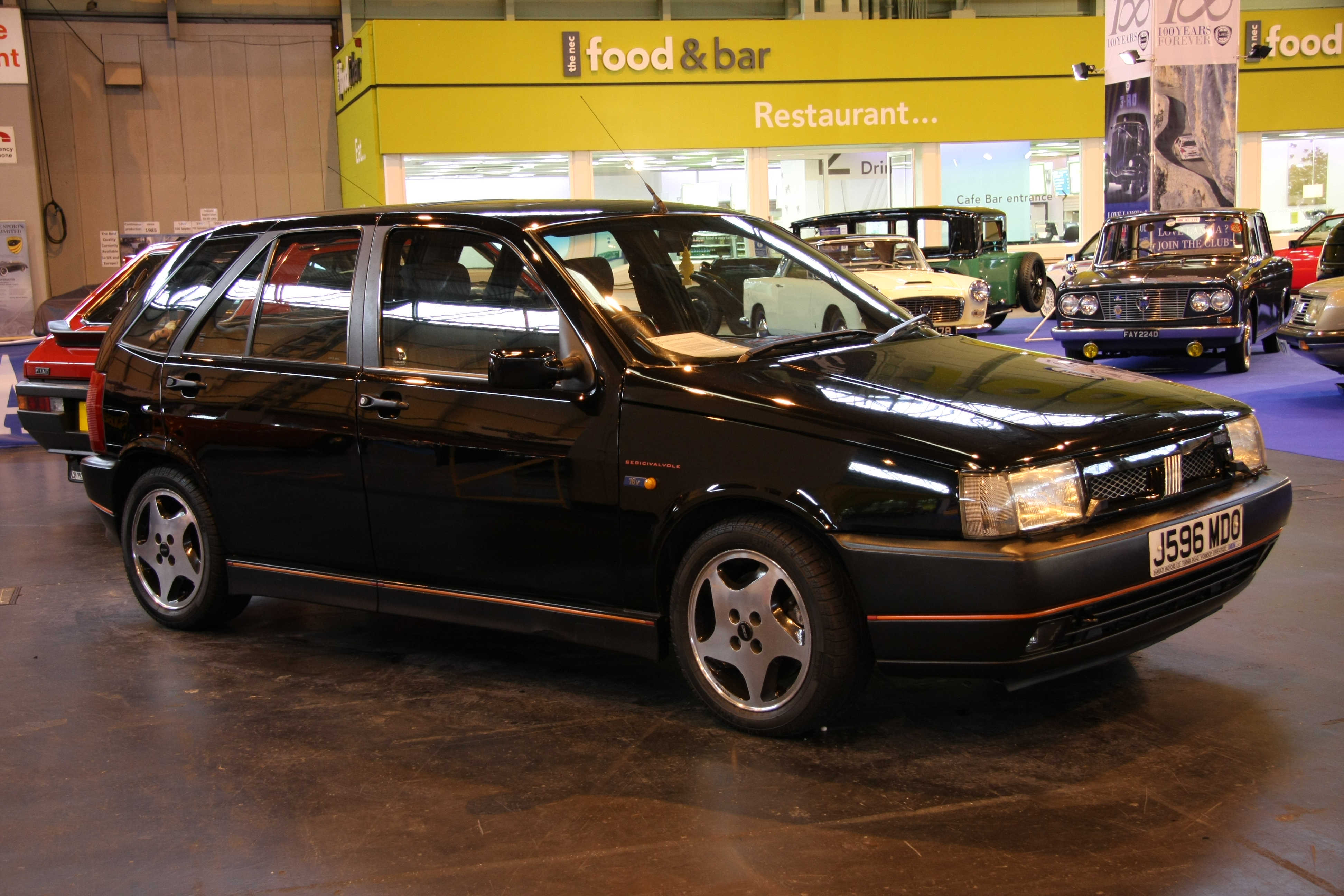
Fiat Tipo Sedicivalvole 2.0 i.e. 16V

Il 1991 fu invece l'anno della 2.0 i.e. 16v, meglio nota come Sedicivalvole o Duemilasedici, nuova versione sportiva della gamma che ereditava interamente la veste estetica della i.e. 16v, ad eccezione del volante, della calandra e dei cerchi in lega.
Sotto il profilo della sicurezza la Tipo era dotata fin dall'origine di poggiatesta anteriori, cinture di sicurezza anteriori e posteriori, barre antintrusione nelle porte anteriori, longheroni del motore a deformazione programmata e ABS (a due o quattro canali) a richiesta su quasi tutte le versioni e di serie sulla 2.0 16v.
Al lancio sul mercato, la Tipo era disponibile in due allestimenti, Base e Digit; tuttavia, per evitare problemi con Citroën, che in listino aveva una versione della Citroën BX chiamata Digit, la Fiat scelse di cambiare la denominazione dell'allestimento della propria media in DGT. Per quello che riguardava le dotazioni, già dalla versione Base erano offerti di serie accessori come tergilunotto, lunotto termico, tergicristalli a quattro velocità, predisposizione audio e fari alogeni. Le versioni DGT aggiungevano a queste dotazioni alzacristalli elettrici anteriori, chiusura centralizzata, volante regolabile in altezza, interni più rifiniti e in velluto, parte inferiore dei paraurti verniciata in tinta con la carrozzeria e frecce anteriori bianche. Caratteristica di questo allestimento era la strumentazione digitale a cristalli liquidi con regolazione dell'illuminazione e pannello di controllo. La T.ds era anch'essa basata sull'allestimento DGT, rispetto al quale montava in più i freni a tamburo posteriori maggiorati e il servosterzo.
L'aria condizionata era disponibile su alcune versioni ma era possibile installarla senza difficoltà come aftermarket, con parti originali e comandi su plancia originali, su tutte le versioni AGT e DGT.
Nel 1991 ci fu un aggiornamento della gamma, con l'eliminazione della motorizzazione Fire 1.1; gli allestimenti divennero Base (immutato rispetto al 1988), S (simile all'AGT ma con la strumentazione semplificata della Base), SX (analogo alle DGT ma con la possibilità di scegliere senza sovrapprezzo se equipaggiare la propria vettura con la strumentazione analogica o con quella digitale) e GT (identico alle SX e riservato alle motorizzazioni più potenti). Tutte le versioni riportavano ora l'indicazione della cilindrata sul portellone posteriore.

### Motorizzazioni
| Modello (Anni prod.)     | Disponibilità   | Cilindrata cm³ | Potenza kW (CV)/rpm | Coppia Nm/rpm | Velocità km/h | 0-100 km/h secondi | Peso kg | Note/allestimenti                                                                               |
| Motorizzazioni a benzina |                 |                |                     |               |               |                    |         |                                                                                                 |
| 1.1 FIRE                 | 02/1988-04/1990 | 1.108          | 41 (56)/5500        | 87            | 150           | 16,2               | 950     | base, DGT, Smart                                                                                |
| 1.4                      | 02/1988-09/1991 | 1.372          | 52 (71)/6000        | 106           | 167           | 12,6               | 990     | base, AGT, DGT, Europa (con normative anti inquinamento), Selecta DGT (Cambio automatico CVT)   |
| 1.4                      | 10/1990-10/1992 | 1.372          | 56 (76)/6000        | 106/2900      | 171           | 12                 | 990     | Base, AGT, Clip, S, Selecta DGT (Cambio automatico CVT), SX, York, York DGT                     |
| 1.4 i.e.                 | 09/1991-04/1993 | 1.372          | 51 (69)/6000        | 106/3000      | 165           | 13                 | 990     | Base, S, SX, AGT, Clip, Europa DGT                                                              |
| 1.6 i.e.                 | 02/1988-08/1990 | 1.585          | 66 (90)/6000        | 130           | 180           | 11,6               | 1.000   | DOHC AGT, DGT                                                                                   |
| 1.6                      | 08/1990-09/1992 | 1.581          | 62 (86)/6000        | 130           | 178           | 11,8               | 1.000   | Selecta DGT, Selecta SX, SX, York DGT, AGT, DGT, Moonlight, S, Selecta                          |
| 1.6 i.e.                 | 09/1991-01/1993 | 1.581          | 57 (78)/6000        | 124/3000      | 175           | 12,4               | 1.020   | Base, S, Selecta SX, SX, AGT, Suite                                                             |
| 1.6 i.e.                 | 01/1993-04/1993 | 1.581          | 55 (75)/6000        | 124/3000      | 170           | 12,4               | 1.020   | Base, S, Suite                                                                                  |
| 1.8 i.e.                 | 08/1990-09/1992 | 1.756          | 80 (108)/6000       | 140           | 190           | 10,3               | 1.100   | DOHC e iniezione elettronica multipoint; AGT, DGT, SX                                           |
| 1.8 i.e.                 | 02/1992-04/1993 | 1.756          | 77 (105)/6000       | 140           | 188           | 10,5               | 1.100   | DOHC, iniezione elettronica multipoint e normativa Euro I; GT                                   |
| 1.8 i.e. 16 Valvole      | 11/1989-06/1992 | 1.756          | 100 (136)/6250      | 164           | 204           | 8,5                | 1.100   | DOHC e iniezione elettronica multipoint                                                         |
| 2.0 i.e                  | 08/1990-04/1993 | 1.995          | 83 (113)/6250       | 156           | 190           | 10,5               | 1.150   | DOHC, iniezione elettronica multipoint Euro 1; Automatica GT, DGT, GT                           |
| 2.0 i.e 16 Valvole       | 03/1991-04/1993 | 1.995          | 107 (145)/6250      | 173           | 210           | 8                  | 1.180   | DOHC, iniezione elettronica multipoint Euro 1                                                   |
| Motorizzazioni diesel    |                 |                |                     |               |               |                    |         |                                                                                                 |
| 1.7 D                    | 02/1988-04/1993 | 1.697          | 42 (58)/4600        | 98/2900       | 150           | 16,8               | 1.050   | Base, DGT, Eco (con normativa Euro 1)                                                           |
| 1.9 D                    | 10/1990-04/1993 | 1.929          | 48 (65)/4600        | 119/2000      | 160           | 15,5               | 1.090   | DGT, Eco S (con normativa Euro 1), S                                                            |
| 1.9 TD                   | 02/1988-04/1993 | 1.929          | 66 (90)/4100        | 186/2400      | 175           | 11,5               | 1.160   | Iniezione indiretta con turbo e intercooler; DGT, Eco GT (Euro 1), Eco Mania (Euro 1), S, X, GT |

### Allestimenti
Gli allestimenti e la dotazione di serie della Fiat Tipo prima serie (1988-1993):
- Base (1988-1993)
- DGT (1988-1991; per esteso Digit nella sola motorizzazione 1.1 fino al 1989): strumentazione digitale comprendente il contagiri, vetri elettrici anteriori, pannello di controllo, chiusura centralizzata, interni in velluto, volante regolabile in altezza, colorazione dei paraurti parzialmente in tinta carrozzeria, frecce anteriori bianche, fregio laterale con la scritta DGT (nel caso della Turbodiesel il fregio laterale recava la scritta T.ds);
- AGT (1990-1991): strumentazione analogica identica nella dotazione di strumenti a quella della DGT, vetri elettrici anteriori, chiusura centralizzata, interni in tessuto pied-de-poule, colorazione dei paraurti parzialmente in tinta carrozzeria, frecce anteriori bianche;
- GT (1990-1993): servosterzo idroguida, cornici lato finestrino nere, sedili profilati sportivi, contagiri, cinture regolabili in altezza, vetri elettrici ant., pannello di controllo, vetri atermici, chiusure centralizzate, fendinebbia, pneumatici 185/60 R14 H;
- i.e. 16v (1989-1992): montanti delle porte rivestiti in nero (versione Sport, fine 1991), sedili profilati sportivi, strumentazione analogica con contagiri, manometro e termometro dell'olio e pannello di controllo, cinture regolabili in altezza, volante "sportivo" specifico per il modello, vetri elettrici anteriori, servosterzo, vetri atermici, chiusura centralizzata, fendinebbia, profili rossi sui paraurti, presa d'aria inferiore maggiorata e cerchi in lega da 14" a quattro razze (optional fino al 1991);
- S (1991-1993): strumentazione analogica senza contagiri, vetri elettrici anteriori, chiusura centralizzata, interni in tessuto pied-de-poule, colorazione dei paraurti parzialmente in tinta carrozzeria, frecce anteriori bianche;
- SX (1991-1993): strumentazione analogica o digitale a richiesta senza sovrapprezzo, vetri elettrici anteriori, pannello di controllo, chiusura centralizzata, interni in velluto, volante regolabile in altezza, colorazione dei paraurti parzialmente in tinta carrozzeria, frecce anteriori bianche;
- Sedicivalvole (1991-1993): cornici lato finestrino nere, sedili profilati sportivi, strumentazione analogica con contagiri, manometro e termometro dell'olio e pannello di controllo, cinture regolabili in altezza, vetri elettrici anteriori, servosterzo, volante "sportivo" a 3 razze, con corona rivestita in pelle (simile a quello della Uno Turbo seconda serie) e pomello cambio in pelle, vetri atermici, chiusura centralizzata, fendinebbia, profili rossi sui paraurti, pneumatici 185/55 R 15 V e cerchi in lega diamantati da 15' a cinque razze bicolore.

Le versioni speciali della Fiat Tipo prima serie:
- T.ds X (1989): la dotazione di accessori prevede strumentazione analogica con contagiri, sedili sportivi, volante sportivo a tre razze, manometro dell'olio, manometro del turbocompressore e pannello di controllo, cinture regolabili in altezza (solo per i mercati esteri), vetri elettrici anteriori, servosterzo, vetri atermici, chiusura centralizzata, due specchietti esterni neri, paraurti anteriore e posteriori nero con inserti rossi e fendinebbia (uguali a quelli del 16v);
- Smart (1990): nuova denominazione della 1.1 Base;
- York (1990): disponibile in versione 1.4, 1.4 DGT e 1.6 DGT, con modifiche ai motori studiate per ridurre consumi ed emissioni, è riconoscibile per lo spostamento del filtro dell'aria a lato del motore;
- Moonlight (1991): realizzata sulla base della 1.6 AGT, si caratterizza per il tetto apribile in tela ad azionamento elettrico lungo tutto il padiglione, rivestimenti specifici, coppe ruota di disegno particolare, adesivi "Moonlight" e infine paraurti e retrovisori interamente in tinta con la carrozzeria, disponibile solo nel colore bordeaux metallizzato;
- Clip (1992): disponibile nelle versioni 1.4 e 1.4 i.e, aggiunge all'allestimento base i rivestimenti specifici di sedili e pannelli porta, le coppe ruote della SX, l'autoradio e il tetto apribile.
- Suite (1992): prevista nella versione 1.6 i.e. catalitica Euro 1 da 75 CV (negli altri mercati europei era disponibile anche 1.4 o 1.8, sempre i.e. cat), ha come base di partenza l'allestimento SX. Pensata per migliorare il livello di qualità relativo alla produzione, presentava finiture di alto livello.[1] Di serie sono offerti il servosterzo, il climatizzatore (punto di forza della campagna pubblicitaria), cristalli atermici, gli interni in tessuto speciale oppure (a richiesta) in pelle nera o bordeaux, i retrovisori a regolazione elettrica in tinta vettura con sbrinamento, le cinture regolabili in altezza, la regolazione del sedile guida in altezza e lombare, volante in pelle "sportivo" specifico per il modello (diverso dalla sedicivalvole) con corona in pelle nera per interni in tessuto o pelle nera, oppure bordeaux in tinta con interni bordeaux, così come il pomello del cambio e la cuffia della leva freno a mano sempre in pelle nera o bordeaux, cerchi in ferro con borchie da 14" e pneumatici 165/65 R14. Il volante era disponibile anche con corona in legno.

Optional per tutte le versioni erano: cristalli atermici, condizionatore, servosterzo, tettuccio apribile manuale o elettrico, specchietto supplementare esterno destro, specchietto supplementare esterno destro regolabile elettricamente ed entrambi con resistenza per lo sbrinamento, regolazione sedile guida in altezza, sedile guida riscaldato, sedile posteriore sdoppiato, pneumatici ribassati 165/65 R14 (di serie 165/70 R13), tergifari, vernice metallizzata, cinture posteriori con arrotolatore.

## Seconda serie (1993-1995)

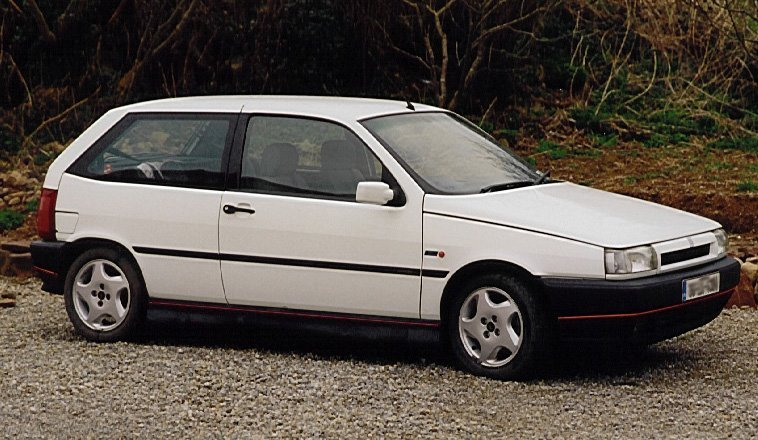
Vista laterale di una Tipo 3 porte seconda serie

Nella primavera del 1993 fu messa in vendita la seconda serie della Tipo che condivideva parte dei motori con la serie precedente, però aggiornati e rivisti in ossequio alla normativa anti-inquinamento Euro 1. La nuova Tipo introduceva nuove finiture, con attenzione ai dettagli negli allestimenti superiori come la HSD, e nuovi interni, con una plancia più arrotondata e i pannelli porta della Fiat Tempra. All'esterno furono adottati fari e calandra arrotondati e più sottili; la calandra aveva il logo Fiat di dimensioni ridotte sulla parte superiore e una presa d'aria su quella inferiore.

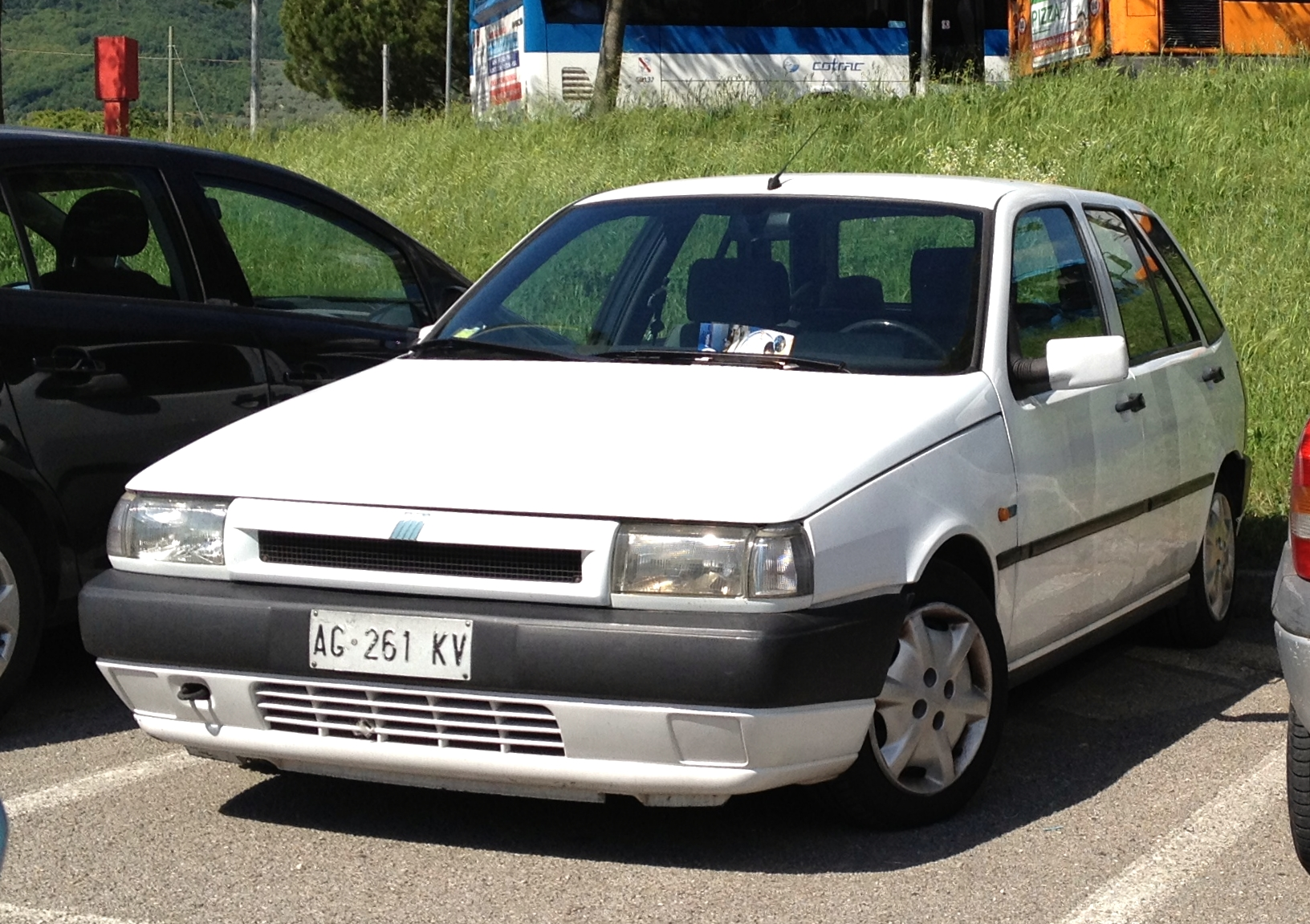
Frontale di una Tipo II serie

La nuova Tipo introdusse aggiornamenti mirati a migliorare la sicurezza automobilistica, con l'adozione di nuove barre anti-intrusione nelle porte, più robuste e con doppio elemento tubolare di acciaio altoresistenziale, e di una cellula dell'abitacolo irrobustita attraverso rinforzi nei montanti anteriori e centrali, nei longheroni sottoporta e nella paratia tra vano motore e abitacolo. Inoltre erano presenti volante ad assorbimento d'urto a quattro razze in materiale morbido ed ergonomico, plancia in plastica con schiumatura interna per una maggiore protezione in caso di urti. Disponibili come optional per tutti i modelli e di serie su alcuni: Airbag, pretensionatori cinture anteriori, e ABS con quattro freni a disco.
Oltre alla sola versione 5 porte commercializzata finora, venne introdotta la versione tre porte, con un design orientato a un'estetica sportiva, includendo cornici lato finestrino nere lucide di serie. Tutte le versioni 3 porte, indipendentemente dall'allestimento, disponevano di alzacristalli elettrici.
Nel 1994, l'allestimento HSD (High Safety Drive) fu introdotto con l'obiettivo di migliorare le caratteristiche di sicurezza della Tipo, che comprendeva ABS a quattro canali, airbag lato guida, pretensionatori per le cinture di sicurezza anteriori, poggiatesta posteriori, correttore dell'assetto dei fari e Interruttore inerziale.

### Motorizzazioni
| Modello                             | Cilindrata cm³ | Potenza kW (CV)/rpm | Coppia Nm/rpm | Velocità km/h | 0-100 km/h sec. | 0-1000 m sec. | Peso  | Note                                                                                          |
| Motorizzazioni a benzina            |                |                     |               |               |                 |               |       |                                                                                               |
| 1.4 i.e. (S - SX) 3-5 porte         | 1.372          | 51 (69)/6000        | 106/3000      | 161           | 13              | 34,5          | 1.030 |                                                                                               |
| 1.6 i.e. (S - SX) 3-5 porte         | 1.581          | 55 (76)/6000        | 125/3000      | 170           | 12,4            | 33,8          | 1.050 |                                                                                               |
| 1.6 i.e. Selecta (SX) 3-5 porte     | 1.581          | 55 (76)/6000        | 124/3000      | 158           | 15              | 36            | 1.080 |                                                                                               |
| 1.8 i.e. GT (3 porte) SLX (5 porte) | 1.756          | 76 (105)            | 137/3000      | 183           | 10,5            | 32            | 1.150 | Doppio albero a camme in testa (DOHC), iniezione elettronica multipoint                       |
| 2.0 i.e. Automatica SLX (5 porte)   | 1.995          | 83 (115)/5750       | 156/3300      | 180           | 12              | 33            | 1.190 | Doppio albero a camme in testa (DOHC), iniezione elettronica multipoint 4 freni a disco       |
| 2.0 i.e 16V (3 e 5 porte)           | 1.995          | 102 (139)           | 180/4500      | 205           | 8,8             | 29,8          | 1.190 | Doppio albero a camme in testa (DOHC), iniezione elettronica multipoint 4 freni a disco e ABS |
| Motorizzazioni diesel               |                |                     |               |               |                 |               |       |                                                                                               |
| 1.7 D S                             | 1.697          | 42 (58)/4600        | 98/2900       | 150           | 16,8            | 36,5          | 1.060 |                                                                                               |
| 1.9 D SX                            | 1.929          | 48 (65)/4600        | 119/2000      | 160           | 15,5            | 35,9          |       |                                                                                               |
| 1.9 TD SX (5 porte) GT (3 porte)    | 1.929          | 66 (90)/4100        | 186/2400      | 175           | 11,5            | 32,8          | 1.160 | Iniezione indiretta di gasolio con turbo, wastegate e intercooler                             |

### Allestimenti
Gli allestimenti della Fiat Tipo seconda serie (1993-1995):
- S (1.4 i.e, 1.6 i.e., 1.7 D): cinture regolabili in altezza, vetri elettrici anteriori di serie (con versione 3 porte)
- SX (1.4 i.e., 1.6 i.e., 1.6 i.e. Automatica, 1.9 D, 1.9 TD): servosterzo idraulico, contagiri, cinture regolabili in altezza, vetri elettrici anteriori, pannello di controllo, vetri atermici, chiusure centralizzate, interni in velluto, specchietti esterni e sottoparaurti in tinta
- HSD (High Safety Drive): interruttore inerziale antincendio, ABS, airbag, servosterzo idraulico, pretensionatore cinture, contagiri, cinture regolabili in altezza, vetri elettrici ant., pannello di controllo, vetri atermici, chiusure centralizzate, interni in velluto, specchietti esterni e sottoparaurti in tinta
- SLX (1.8 i.e.e 2.0 i.e.automatica) (solo 5 porte): contagiri, servosterzo idraulico, cinture regolabili in altezza, cornici lato finestrino nere, vetri elettrici anteriori, pannello di controllo, vetri atermici, chiusure centralizzate, interni in velluto, sedile guida regolabile in altezza, lombarmente e con bracciolo centrale, fendinebbia, cerchi in lega 14", pneumatici 185/60 R14 H, appoggiatesta posteriori, 4 freni a disco (anteriori autoventilanti), specchietti esterni e sottoparaurti in tinta con prese aria maggiorate.
- GT (1.8 i.e.e 1.9 TD): servosterzo, cornici lato finestrino nere lucide, sedili profilati sportivi, contagiri, cinture regolabili in altezza, vetri elettrici anteriori, pannello di controllo, vetri atermici, chiusure centralizzate, fendinebbia, pneumatici 185/60 R14 H, specchietti esterni in tinta e sottoparaurti con prese aria maggiorate.
- Sedicivalvole (2.0 i.e. 16V): servosterzo, cornici lato finestrino nere lucide, sedili profilati sportivi in tessuto Recaro con bordo anteriore del cuscino regolabile, cambio con pomello rivestito in pelle, cinture regolabili in altezza, contagiri, vetri elettrici ant., pannello di controllo, vetri atermici, chiusure centralizzate, fendinebbia, strisce rosse ai paraurti, cerchi in lega 15", pneumatici 185/55 R15 V, ABS e 4 freni a disco (anteriori autoventilanti), specchietti esterni in tinta, specchietti esterni a regolazione elettrica con sbrinamento e sottoparaurti con prese aria maggiorate.

Nel 1994 è introdotto l'allestimento speciale Mania che si differenzia per le coppe ruota specifiche, per le barre portatutto sul tetto e per l'autoradio di serie.
Gli allestimenti SX, SLX, GT, e 16V potevano avere come optional: Airbag (di serie su HSD e disponibile anche su S), antifurto volumetrico, tetto apribile elettrico ad apertura completa sia a scorrimento che basculante in cristallo oscurato e con palpebra parasole, aria condizionata, sedili regolabili in altezza, regolazione lombare e bracciolo centrale (di serie su SLX), sedili sdoppiabili 60/40,correttore assetto fari, retrovisori elettrici termici (di serie su 16V), lavafari a scomparsa con getti telescopici a pressione, ABS, sedili in pelle, e per la 16V e la GT sedili in pelle sportivi Recaro con bordo anteriore del cuscino regolabile.

## Utilizzo da parte delle forze dell'ordine
Le forze di polizia italiane hanno utilizzato la Tipo come auto di servizio sin dai primi anni novanta. In particolare la Polizia di Stato ha utilizzato la Tipo fino a metà anni duemila, sia come volante che come auto destinata a servizi di altro genere. Anche Carabinieri, Guardia di Finanza, Corpo Forestale dello Stato e Vigili del Fuoco hanno avuto in dotazione le Tipo, destinate ai servizi di trasporto degli Ufficiali e come servizi ordinari di routine; il loro colore era solitamente Blu Ministeriale mentre era rossa per i VVF.

## La Tipo nei media
Una Fiat Tipo della prima serie color grigio scuro è l'auto personale utilizzata dal personaggio del commissario di Polizia Salvo Montalbano, sia nella principale serie televisiva dedicata, sia nella serie prequel Il giovane Montalbano, in cui è interpretato rispettivamente da Luca Zingaretti e da Michele Riondino; per la produzione delle due serie, che hanno come soggetto i romanzi di Andrea Camilleri, vennero utilizzati vari esemplari di serie di Tipo, quasi tutti targati AK 696 FW.
È inoltre citata all'interno della canzone Fuori dal tunnel di Caparezza come elemento ironico all'interno di un verso che parla di "serate tipo".